# Ý nghĩa của Mariah Carey
Ý nghĩa của Mariah Carey (tựa gốc tiếng Anh: The Meaning of Mariah Carey) là tên cuốn sách hồi ký của Mariah Carey, phát hành vào ngày 29 tháng 9 năm 2020. Sách được Carey viết cùng Michaela Angela Davis và được xuất bản bởi Andy Cohen Books, một ấn hiệu của Henry Holt, đồng thời được xuất bản dưới dạng sách nói do chính Carey trình bày trên Audible. Cuốn sách đề cập đến những căng thẳng phức tạp về chủng tộc, xã hội, văn hóa, gia đình liên quan đến quá trình trưởng thành của Carey dưới tư cách là một người phụ nữ mang hai dòng máu ở Long Island, New York. Những căng thẳng này được thể hiện qua sự mô tả trực tiếp về những thành công, khó khăn trong sự nghiệp và cuộc sống cá nhân của ca sĩ, xen kẽ với những đoạn nhạc do Carey sáng tác.
Cuốn hồi ký đã nhận được sự hoan nghênh của giới phê bình và đạt được thành công về mặt thương mại. Ý nghĩa của Mariah Carey trở thành cuốn sách bán chạy nhất của The New York Times sau tuần đầu tiên mở bán. Để quảng bá cho cuốn hồi ký, Carey đã xuất hiện trước công chúng trên nhiều chương trình trò chuyện, bao gồm cả cuộc phỏng vấn với Oprah Winfrey trên The Oprah Conversation.